# Circuit patrimonial à vélo de l'Ouest-de-l'Île

Logo

Le Circuit patrimonial à vélo de l'Ouest-de-l'Île (en anglais : West Island Heritage Bicycle Trail) est un circuit de 70 kilomètres situé dans l'Ouest-de-l'Île de Montréal. Il a été conçu par la Société du patrimoine de l'Ouest-de-l'Île dans le but de mettre en valeur les monuments culturels des municipalités et des arrondissements de l'ouest de l'île de Montréal : Dorval, Pointe-Claire, Beaurepaire, Beaconsfield, Baie-D'Urfé, Sainte-Anne-de-Bellevue, Senneville, Sainte-Geneviève, Pierrefonds, Île Bizard, Roxboro, Dollard-Des Ormeaux et Kirkland. Quelque 115 lieux qui sont présentés en tant que « bâtiments et sites du circuit »,,,.

## Bâtiments et sites du circuit
Chaque ligne donne le numéro de repérage, le nom du bâtiment ou site, son adresse civique et la date de construction.
1. Magasin Joseph Décary, 366 Bord-du-Lac, Dorval, 1888
2. Maison Jean-Baptiste Décary, 375 Bord-du-Lac, Dorval, 1846
3. Maison Louis Lacroix, 435 Bord-du-Lac, Dorval, vers 1900
4. Le Manoir, 940 Bord-du-Lac, Dorval, vers 1820
5. Musée de Dorval, 1850 Bord-du-Lac, Dorval, 1874
6. Aqua Vista, 2120 Bord-du-Lac, Dorval, 1865
7. Maison Dosithée Carrière, 2205 Bord-du-Lac, Dorval, 1864
8. Tunnoch House, 97 Bord-du-Lac, Pointe-Claire, vers 1895
9. Maison Legault, 105 Bord-du-Lac, Pointe-Claire, vers 1760
10. Maison Deslauriers, 4-6 Hillside, Pointe-Claire, vers 1910
11. Maison Arsène Charlebois, 4 Stewart, Pointe-Claire, début XIXe siècle
12. Galerie d'art Stewart Hall, 176 Bord-du-Lac, Pointe-Claire, 1916 12. Stewart Hall

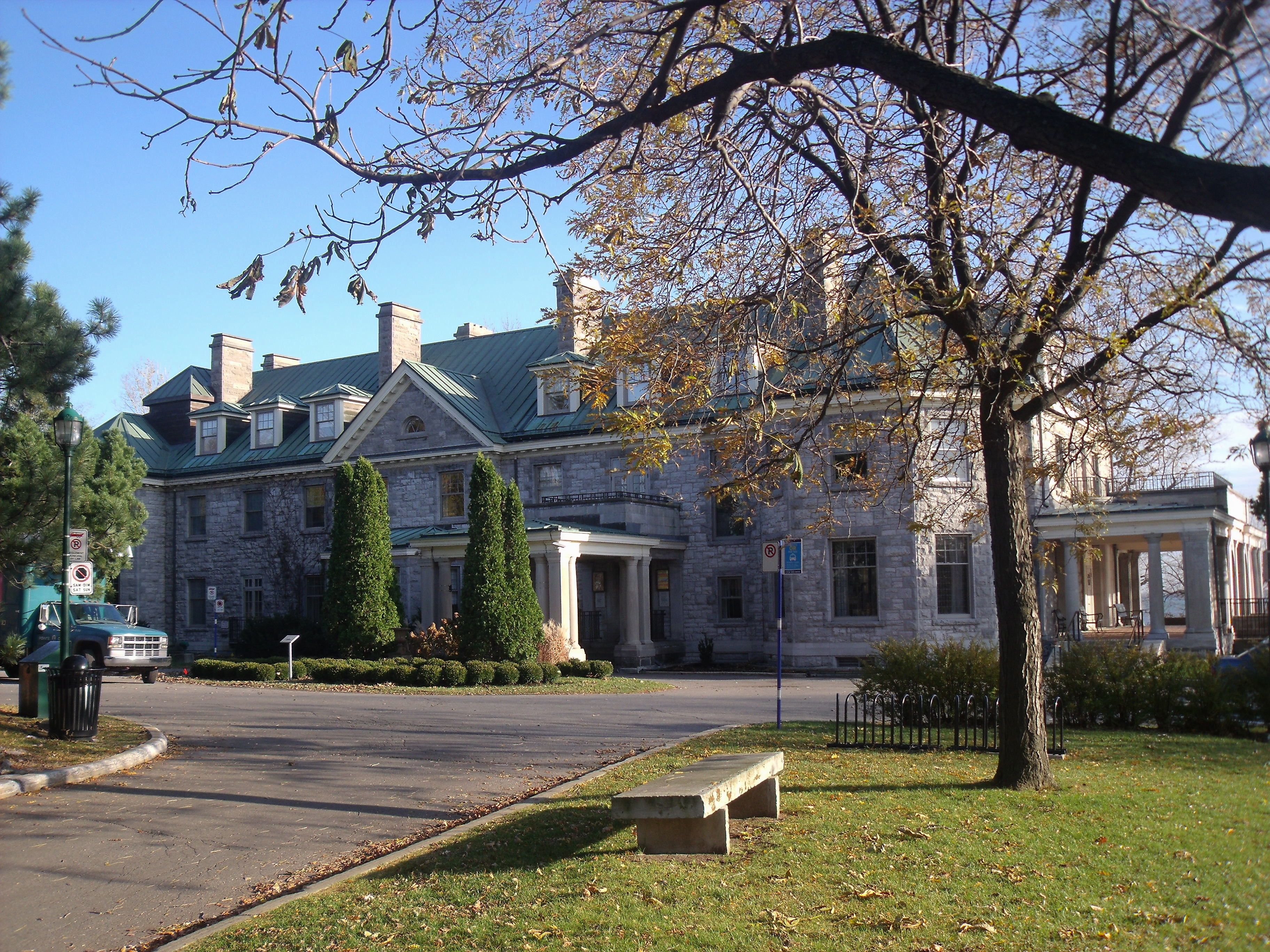
12. Stewart Hall

13. Maison Napoléon Charbonneau, 211 Bord-du-Lac, Pointe-Claire, 1883
14. Maison Beaucet, 217 Bord-du-Lac, Pointe-Claire, vers 1900
15. Maison Henri E. Vautelet, 219 Bord-du-Lac, Pointe-Claire, 1927
16. Maisons Cité-Jardin, Bowling Green, Pointe-Claire, de 1905 à 1913
17. Dr Park House, 2 Bowling Green, Pointe-Claire, 1922
18. Bureau de poste, 250 Bord-du-Lac, Pointe-Claire, 1937
19. Maison Monseigneur Mitchell, 252 Bord-du-Lac, Pointe-Claire, 1900
20. Maison Antoine Pilon, 258 Bord-du-Lac, Pointe-Claire, 1710
21. Maison Albert Mitchell, 272 Bord-du-Lac, Pointe-Claire, 1915
22. Hôtel de Pointe-Claire, 286 Bord-du-Lac, Pointe-Claire, vers 1900
23. Maison Demers-Portelance, 42 Sainte-Anne, Pointe-Claire, vers 1911
24. Maison Gédéon Legault, 17 Sainte-Anne, Pointe-Claire, vers 1847
25. Maison Antoine Fresque, 15 Sainte-Anne, Pointe-Claire, vers 1850
26. Église Saint-Joachim, 2 Sainte-Anne, Pointe-Claire, 1885 26. Église Saint-Joachim
27. Presbytère Saint-Joachim

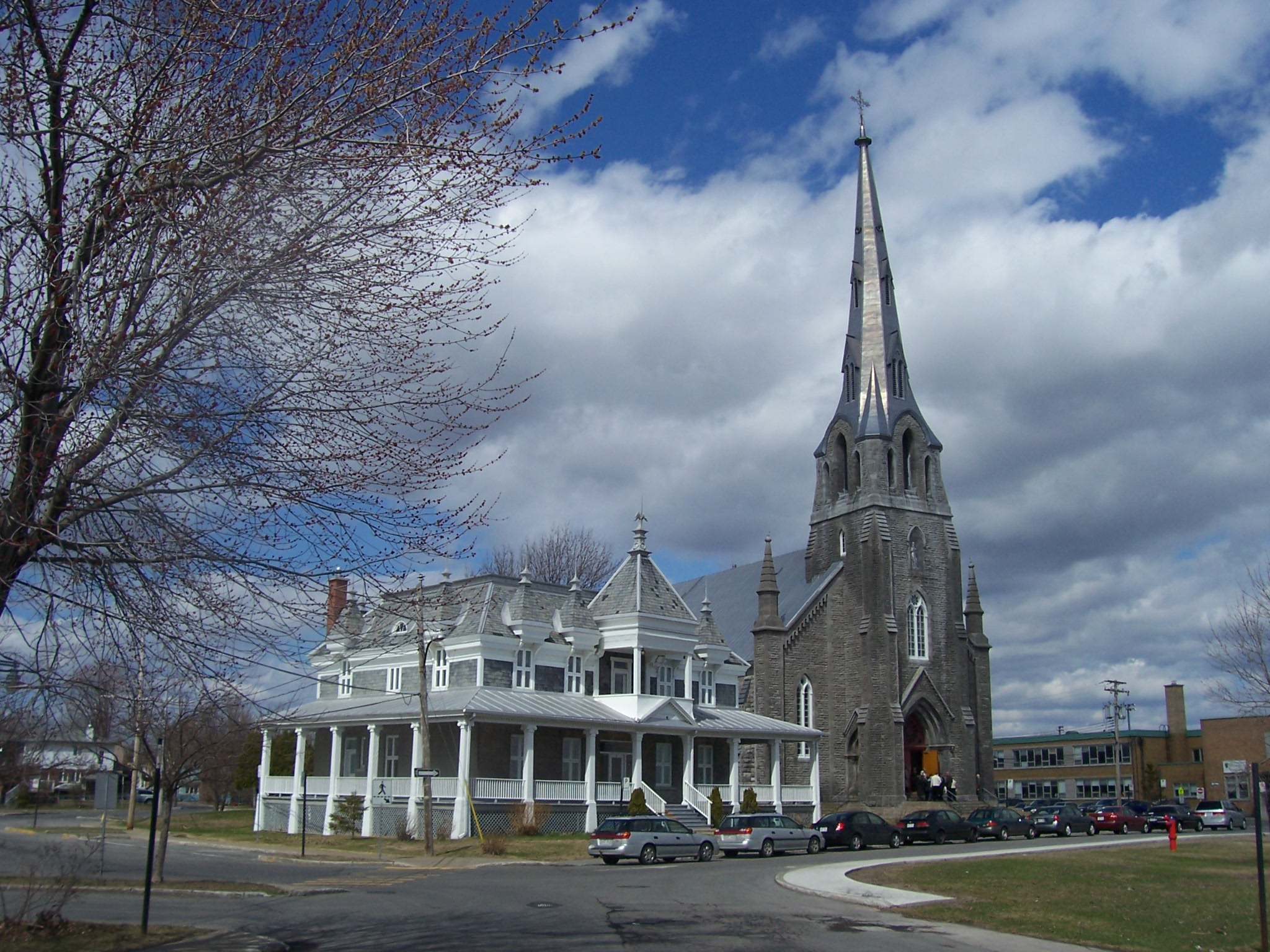
26. Église Saint-Joachim
27. Presbytère Saint-Joachim

27. Presbytère Saint-Joachim, 2 Sainte-Anne, Pointe-Claire, 1913
28. Moulin à vent de Pointe-Claire, 1 Saint-Joachim, Pointe-Claire, 1868
29. Couvent de la congrégation de Notre-Dame, 1 Saint-Joachim, Pointe-Claire, 1868
30. Pavillon d'été de la Famille Marier, 10a Saint-Joachim, Pointe-Claire, 1923
31. Maison Brunet, 12 Saint-Joachim, Pointe-Claire, vers 1876
32. Maison Bourgie, 16 Saint-Joachim, Pointe-Claire, vers 1905
33. Commerce Toussaint Lagacé, 302 Bord-du-Lac, Pointe-Claire, 1900
34. Hôtel Canada, 322-324 Bord-du-Lac, Pointe-Claire, vers 1850
35. Maison Charlebois, 355 Bord-du-Lac, Pointe-Claire, vers 1835
36. Maison Lefebvre-Valois, 19 Lakeshore, Beaconsfield, 1819
37. The Grove, 26 Lakeshore, Beaconsfield, 1810
38. John H. Menzies Cottage, 39 Lakeshore, Beaconsfield, 1877
39. Maison Théodose Daoust, 49 Lakeshore, Beaconsfield, avant 1796
40. Centennial Hall, 288 Beaconsfield, 1941
41. Maison Luc Lamagdeleine dit Ladouceur, 383 Lakeshore, Beaconsfield, vers 1825
42. Crowdy House, 460 Lakeshore, Beaconsfield, 1915
43. Maison Amable Curot ou Beaurepaire, 13 Pointe Thompson, Beaconsfield, 1770
44. Maison Angell House, 530 Lakeshore, Beaconsfield, vers 1850
45. The Gables, 538 Lakeshore, Beaconsfield, vers 1892
46. Maison Napoléon Valois, 597 Lakeshore, Beaconsfield, 1890
47. Maison Charles Lenoir, 20 122 Lakeshore, Baie-D'Urfé, fin XVIIIe siècle
48. Maison Robillard/Ryan, 20 237 Lakeshore, Baie-D'Urfé, vers 1825
49. Maison Pierre Vallée, 20 285 Lakeshore, Baie-D'Urfé, 1808
50. Maison Amable Vallée, 20 329 Lakeshore, Baie-D'Urfé, vers 1900
51. Maison Saint-Denis, 20 410 Lakeshore, Baie-D'Urfé, fin XIXe siècle, 1914
52. Fritz Farm Estate, 20 477 Lakeshore, Baie-D'Urfé, 1910
53. Maison Jean-Baptiste Lalonde, 20 684 Lakeshore, Baie-D'Urfé, vers 1756
54. Macdonald College, 21 111 Lakeshore, Sainte-Anne-de-Bellevue, 1905
55. Maison de la Baie d'Hudson, 9 Sainte-Anne, Sainte-Anne-de-Bellevue, vers 1799, fin XIXe siècle
56. Magasin D'Aoust, 73 Sainte-Anne, Sainte-Anne-de-Bellevue, 1900
57. Maison de Repentigny, 96 Sainte-Anne, Sainte-Anne-de-Bellevue, vers 1843
58. Maison Simon-Fraser, 153 Sainte-Anne, Sainte-Anne-de-Bellevue, vers 1798 58. Maison Simon-Fraser

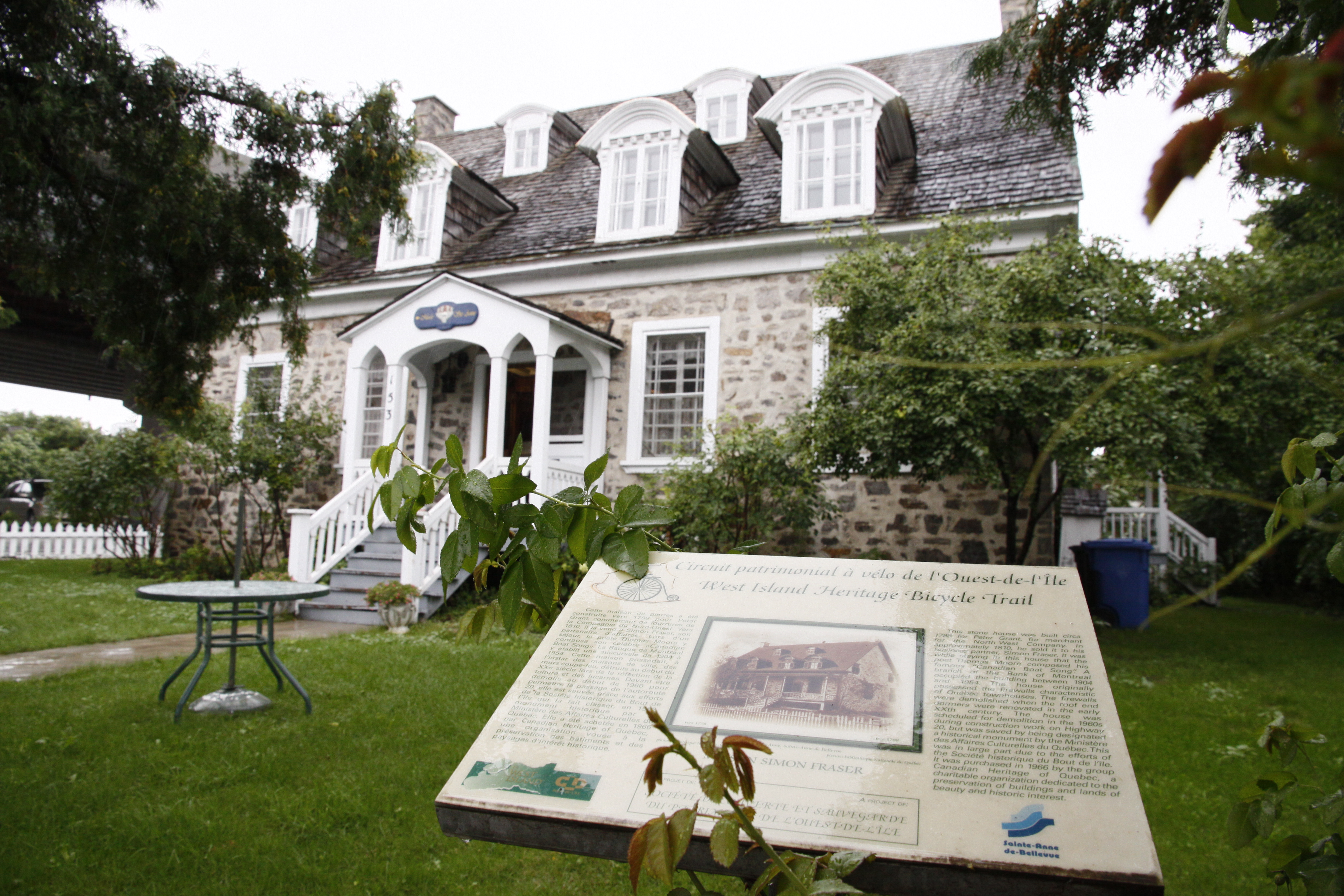
58. Maison Simon-Fraser

59. Canal et parc des écluses, 175 Sainte-Anne, Sainte-Anne-de-Bellevue
60. Presbytère Sainte-Anne-de-Bellevue, 1 de l'église, Sainte-Anne-de-Bellevue, 1890
61. Église Sainte-Anne-de-Bellevue, 1 de l'église, Sainte-Anne-de-Bellevue, 1853
62. Loge du Gardien, Domaine Boisbriant, 170 Senneville, Senneville, 1900
63. Maison Eustache Rouleau, 294 Senneville, Senneville, 1826
64. Maison Lalonde, 296 Senneville, Senneville, 1825
65. Maison François-Xavier Brunet, 20 610 Gouin ouest, Pierrefonds-Roxboro, 1863
66. Parc-nature du Cap-Saint-Jacques, 20 099 Gouin ouest
67. Maison Brisebois-Brunet, 134 du Cap Saint-Jacques, vers 1866
68. Maison Charlebois, 134 du Cap Saint-Jacques, 1799
69. Maison Jacques-Richer dit Louveteau, 163 du Cap Saint-Jacques, 1849
70. Maison Thomas-Brunet, 187 du Cap Saint-Jacques, vers 1835 70. Maison Thomas-Brunet

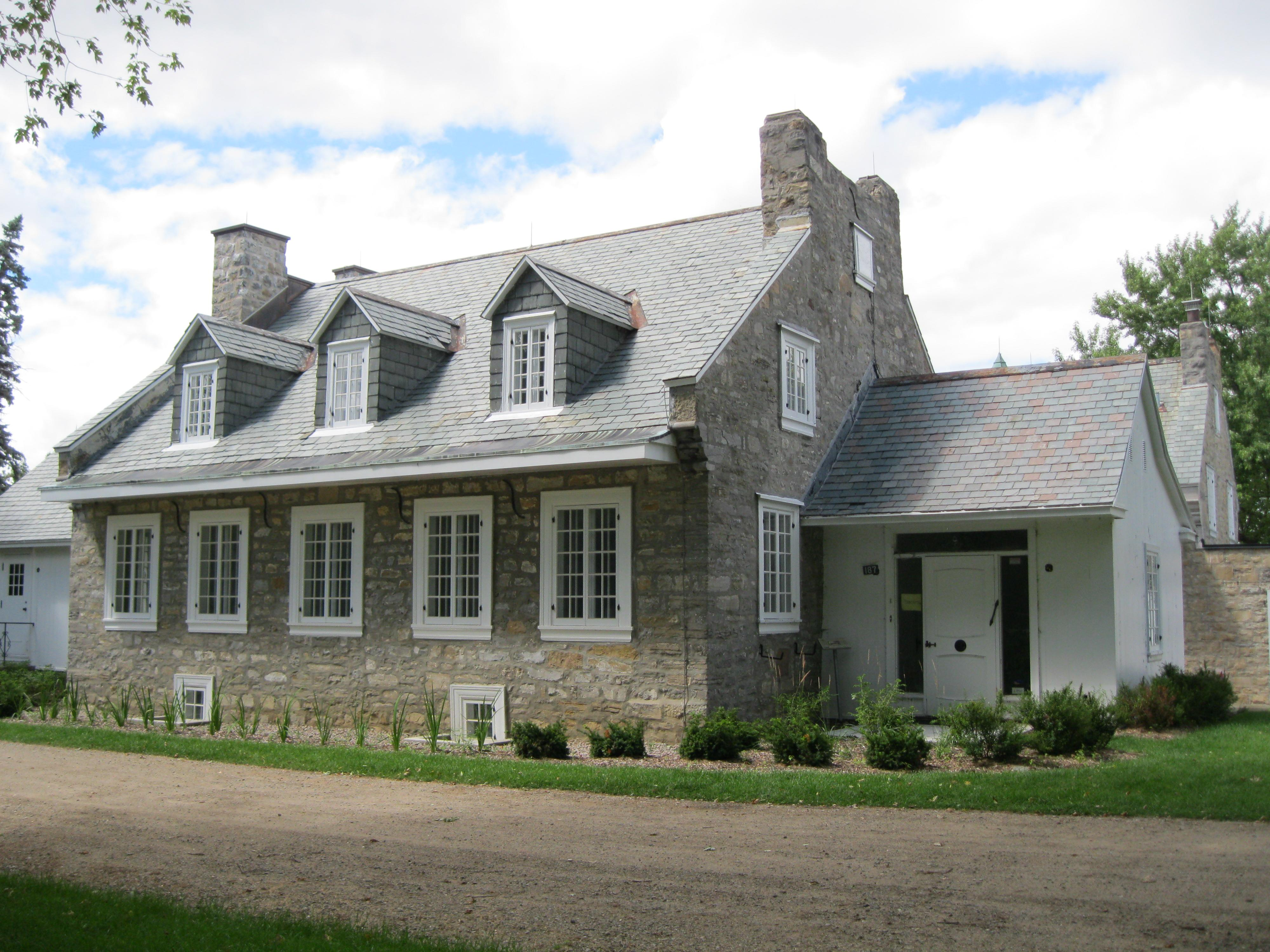
70. Maison Thomas-Brunet

71. Le petit fort, 19 530 Gouin ouest, vers 1750 71. Le petit fort

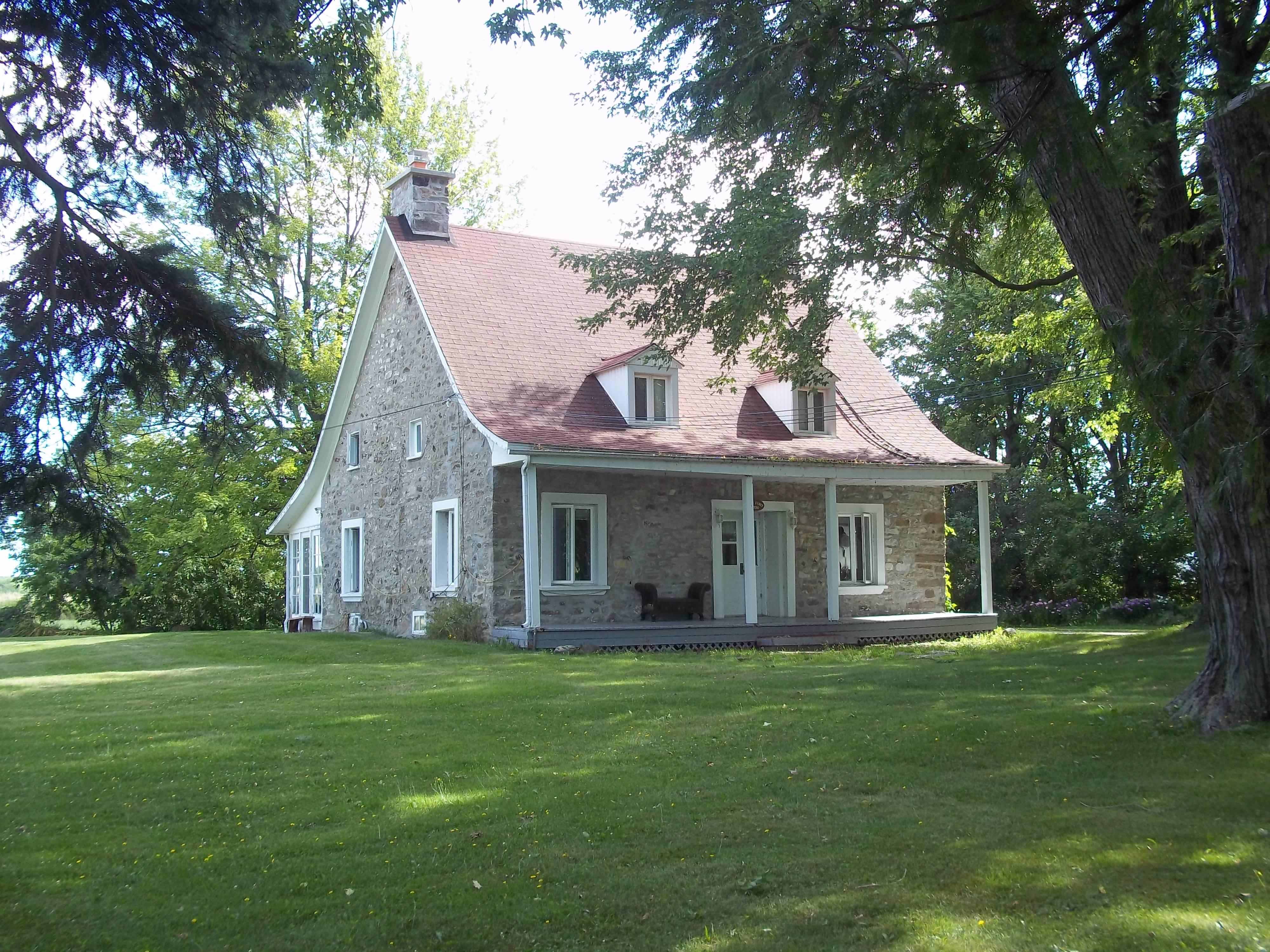
71. Le petit fort

72. Maison Toussaint Legault dit Deslauriers, 18 395 Gouin ouest, 1839
73. Maison Demers-Brunet, 17 013 Gouin ouest, avant 1830
74. Maison Montpellier dit Beaulieu, 174 Beaulieu, 1875
75. Maison Damase Richer, 16 615 Gouin ouest, vers 1830
76. Maison Marie-Anne Pilon, 16 174 Gouin ouest, 1912
77. Maison Laniel, 16 149-51-55 Gouin ouest, vers 1883
78. Couvent des Sœurs de Sainte-Anne, 16 115 Gouin ouest, 1906 78. Couvent des Sœurs de Sainte-Anne

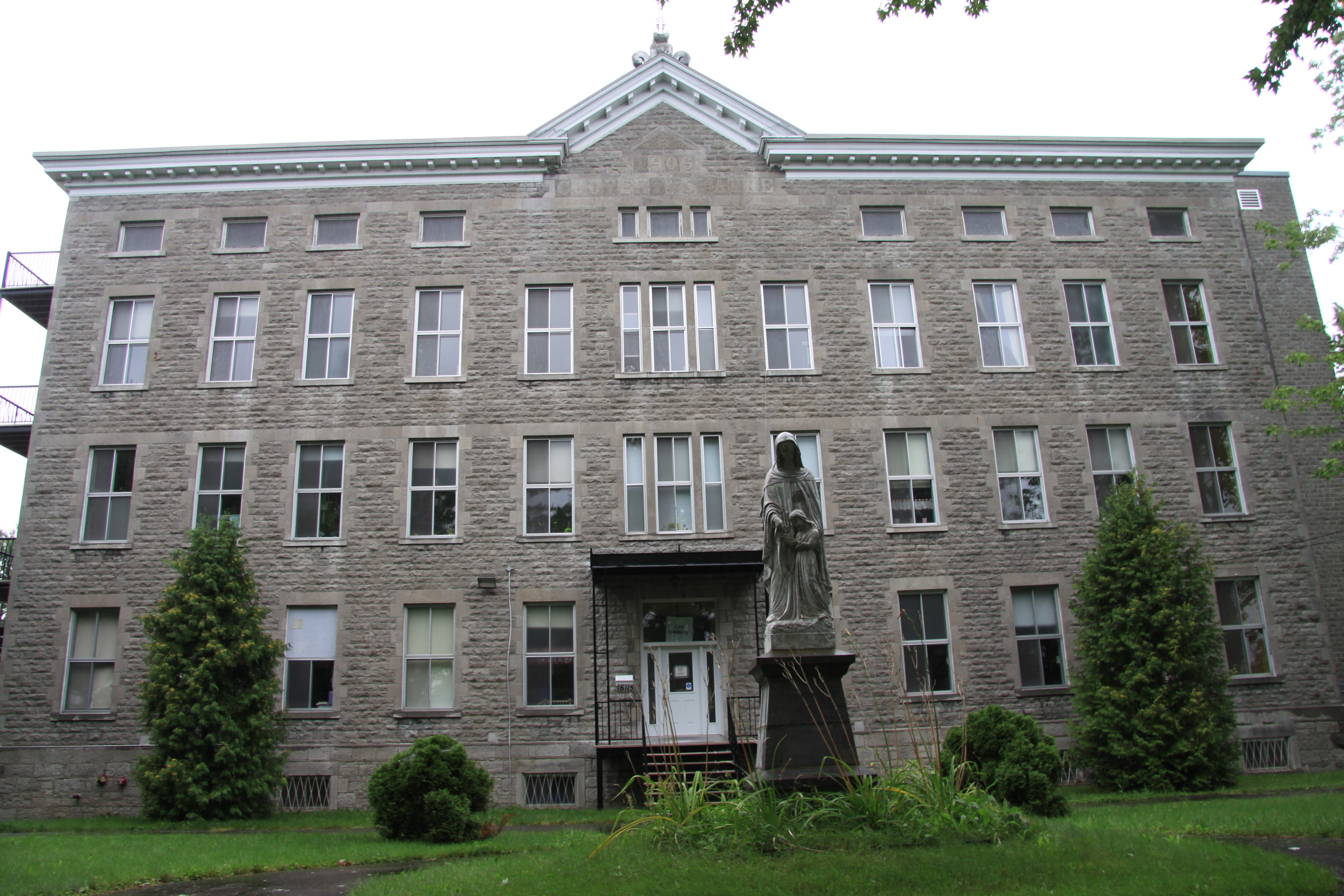
78. Couvent des Sœurs de Sainte-Anne

79. Église Sainte-Geneviève, 16 075 Gouin ouest, 1843
80. Maison Charles Colombier, 16 056 Gouin ouest, 1902
81. Presbytère Sainte-Geneviève, 16 037 Gouin ouest, 1891
82. Maison Joseph-Adolphe Chauret, 15 928 Gouin ouest, 1902
83. John Lewis Forbes House, 15 886 Gouin ouest, 1845
84. Le petit chalet suisse, 15 844 de la Caserne, vers 1906
85. Maison Alphonse Pesant, 15 790 de la Caserne, vers 1932
86. Maison Adéodat Chauret, 13 Chauret, 1907
87. Noviciat des Pères de Sainte-Croix, 15 615 Gouin ouest, 1932
88. Maison Claude, 275 du Pont, 1885
89. Maison F.-X. Ribout dit Locas, 15 537 Gouin ouest, 1884
90. Maison du colon, 15 529 Gouin ouest, 1850
91. Maison Joseph Théoret, 20 Martel, 1831
92. Manoir Denis-Benjamin-Viger, 376 Cherrier, 1843 92. Manoir Denis-Benjamin-Viger

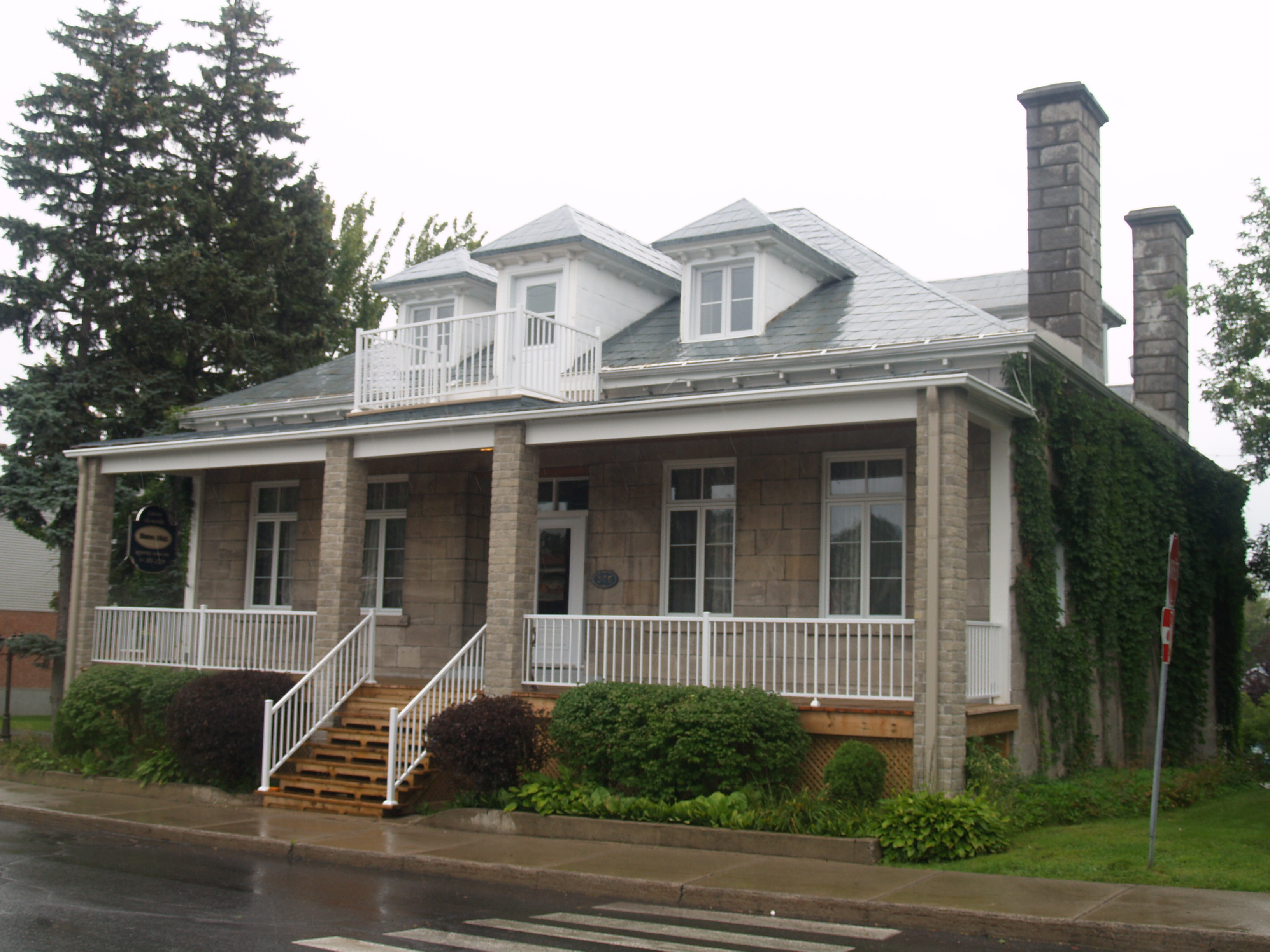
92. Manoir Denis-Benjamin-Viger

93. Presbytère Saint-Raphaël-Archange, 495 Cherrier, 1843
94. Église Saint-Raphaël-Archange, 495 Cherrier, 1874
95. Maison Napoléon Boileau, 659 Cherrier, vers 1880
96. Maison Hyacinthe Paquin, 733 Cherrier, 1839
97. Maison Martin Paquin, 763 Cherrier, 1821
98. Maison du centenaire, 977 Cherrier, vers 1790
99. Croix de chemin Beaulieu, 1158 montée Wilson, 1899
100. École du cap, 1255 montée Wilson, 1899
101. Maison François Paquin, 1645 Bord-du-Lac, 1831
102. Maison François Lalonde, 1799 Bord-du-Lac, vers 1830 102. Maison Francois-Lalonde

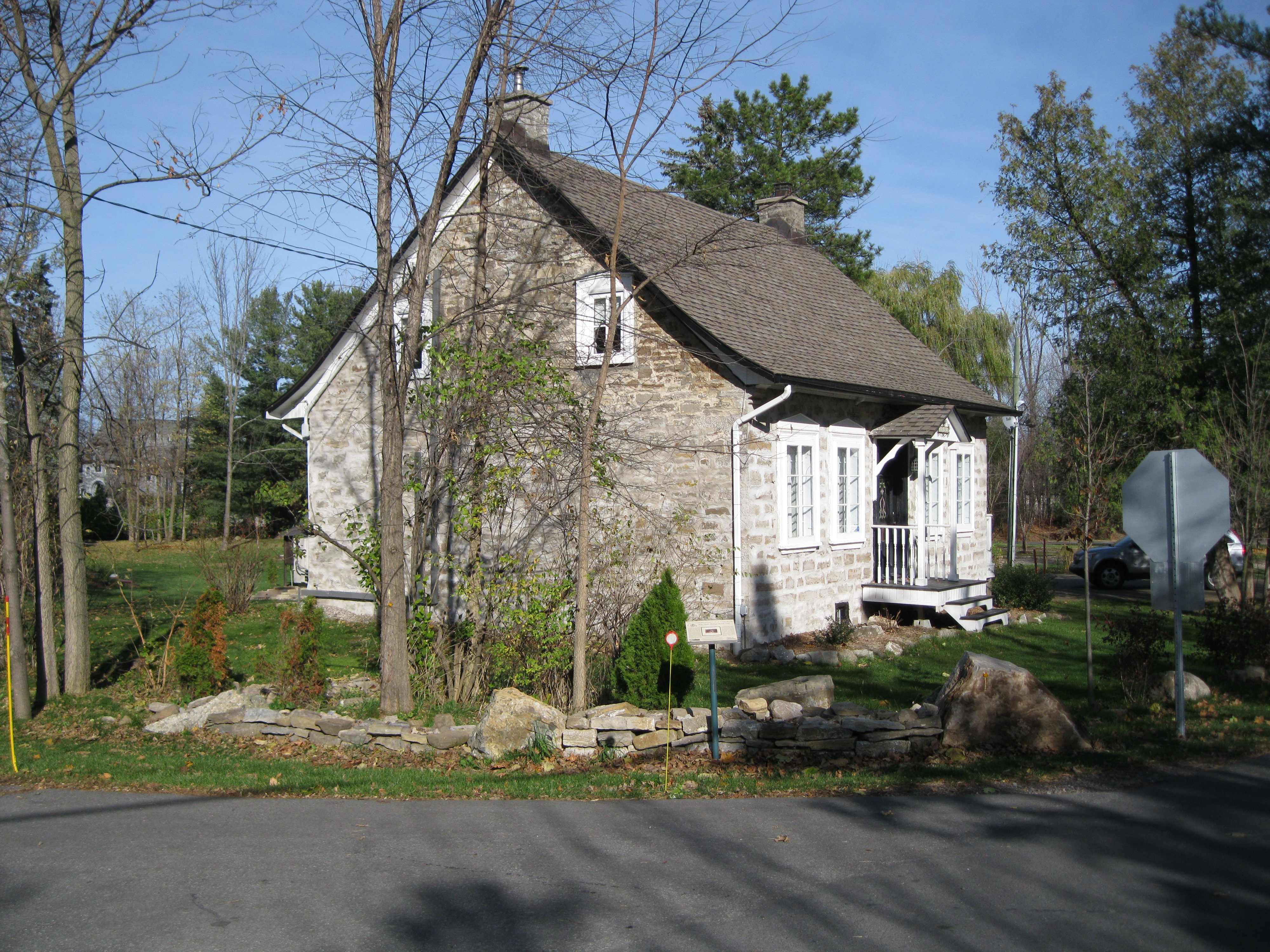
102. Maison Francois-Lalonde

103. Croix de chemin Avila Théoret, 1859 Bord-du-Lac, 1923
104. Maison Toussaint Théoret, 1883 Bord-du-Lac, vers 1832
105. Parc-nature du Bois-de-l'Île-Bizard, 2115 Bord-du-Lac
106. Maison D'Amour, 15 156 Gouin ouest, 1837
107. Maison Louis Théoret, 14 945 Gouin ouest, vers 1804
108. Maison Joseph Théoret, 14 784 Gouin ouest, vers 1780
109. Budge-O'Connell House (centre culturel de Pierrefonds), 13 850 Gouin ouest, 1930 109. Centre culturel de Pierrefonds

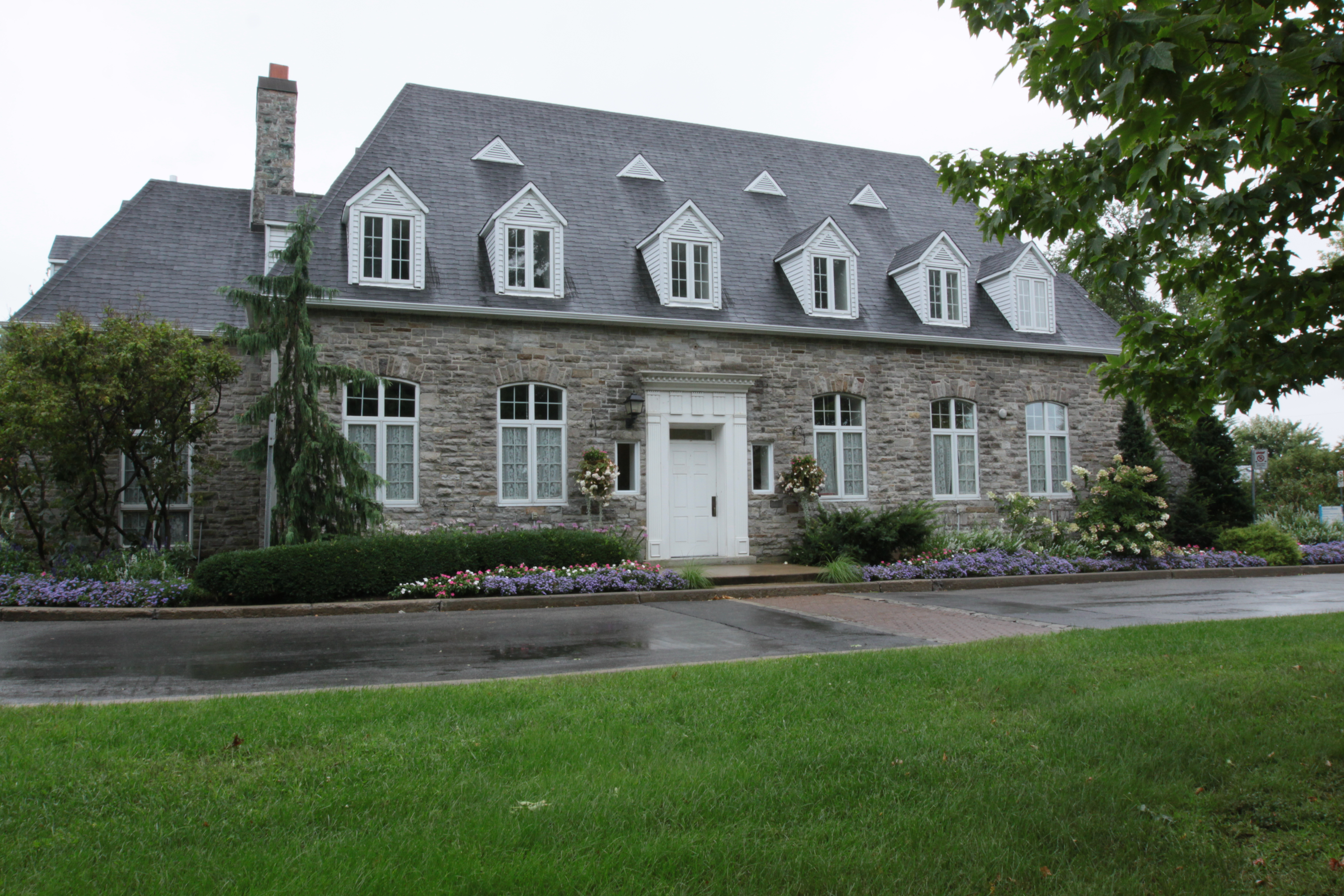
109. Centre culturel de Pierrefonds

110. Maison Charles Richer dit Louveteau, 12 679 Gouin ouest, vers 1830
111. F. S. Meighen House, 11 131 Meighen, 1919
112. Maison Legault dit Deslauriers, 5010 Lalande, vers 1789
113. Manoir Beaubois, 4901 du Collège-Beaubois, 1929
114. Ogilvie House, 9451 Gouin ouest, 1906
115. Maison Pitfield, parc-nature du Bois-de-Liesse, 9432 Gouin ouest